# Professional Golfers' Association of America
De Professional Golfers' Association of America (PGA of America) is een golfvereniging die opgericht werd in 1916 met het doel om professionele golfers van de Verenigde Staten te ondersteunen en hun sport te promoten. Het hoofdkantoor bevindt zich in Palm Beach Gardens, Florida.

## PGA Tour
De PGA of America organiseerde tijdens hun oprichtingsjaar een serie van golftoernooien in de Verenigde Staten. Het is de eerste organisatie die met de PGA Tour een golftour oprichtte en is tot op het heden wereldwijd de bekendste golftour. In 1968 besloot de PGA Tour om zelfstandig te kunnen organiseren en werd sindsdien niet meer ondersteund door de PGA of America.

## Toernooien
De PGA of America organiseert ook jaarlijks bekende golftoernooien:
- PGA Championship; opgericht in 1916
- Ryder Cup; opgericht in 1927
- Senior PGA Championship; opgericht in 1937
- PGA Grand Slam of Golf; opgericht in 1979

## Golfbanen
In de Verenigde Staten worden vrijwel alle golfbanen erkend door de PGA of America en is tot op het heden meer dan 10.000 golfbanen gebouwd in het land. Het is ook het land met de meest erkende golfbanen.